# Котвицкий, Дмитрий Юрьевич
Дми́трий Ю́рьевич Котвицкий (р. 1960) — российский спортсмен, Заслуженный тренер России по карате (2004), Мастер спорта по самбо (1975) и дзюдо (1977), выпускник школы «Самбо-70» 1977 года (1-й выпуск), руководитель отделения контактного каратэ, тренер спортивных классов по самбо, обладатель 5 дана по Кёкусинкай (2018). Лучший тренер Ассоциации Киокусинкай России 2014—2019
Дмитрий Юрьевич Котвицкий начал заниматься самбо в 1968 году. Неоднократный чемпион и призёр чемпионатов Москвы, всероссийских турниров, серебряный призёр международных турниров «Приз покорителей космоса» (1982 год) и турнира во Франции (1984). Каратэ занимается с 14 лет.
Двукратный чемпион Москвы и чемпион Ленинградской области по бесконтактному каратэ. С 1979 года начал заниматься Кёкусинкай каратэ у А. Н. Алымова (Пермь).

## Тренерская деятельность
В 1989 году Котвицкий переехал в Москву и основал спортивную школу «Кайман», одну из лидирующих школ Кёкусинкай в Москве и в России. Председателем и главным тренером которой является по настоящее время. Кроме того он является главным тренером сборной Москвы по кумитэ, отделения Кёкусинкай спортивной школы «Самбо-70». В 1999 году был главным тренером женской сборной России.
Номинировался в конкурсе «Жемчужина спортивных единоборств России» в категории «тренер».
Обладатель «Золотого пояса» Российского Союза боевых искусств в номинации «Лучший наставник» (7-я церемония вручения по итогам 2011 года).
1 июня в Московском центре боевых искусств в рамках торжественного открытия Всероссийских соревнований по Киокусинкай карате среди мужчин и женщин состоялось награждение Номинантов премии «15 лет Ассоциации Киокусинкай России» Котвицкий Дмитрий награждён как «Лучший тренер Ассоциации Киокусинкай России 2014—2019 гг»

### Ученики
Дмитрий Котвицкий Воспитал 10 чемпионов Мира (Осипов Сергей, Лепина Мария, Майдан Дмитрий, Бакушин Максим, Пеплов Игорь, Якунин Сергей, Межевцов Алексей, Масленников Николай, Ряднов Игорь (тренеры Д.Котвицкий, Д.Шапошников), Сабаева Анжелика
Его ученик Игорь Пеплов воспитал 4 чемпионов Мира (Узунян Роман, Девятуха Юлия, Савельев Дмитрий, Ерохин Александр)
За время работы в ЦО «Самбо-70» подготовил 13 Мастеров Спорта Международного Класса (МСМК), более 46 Мастеров Спорта (МС), 2 Заслуженных Тренеров России (ЗТР) (И.Топало и И.Пеплов) 4 Заслуженных Мастеров Спорта (ЗМС) (Осипов С., Лепина М., Межевцов А., Сабаева А.)
Подготовил трёх чемпионов мира по контактному каратэ, четырёх чемпионов Европы по нокдаун-каратэ, двух заслуженных мастеров спорта, тринадцать мастеров спорта международного класса, тринадцать мастеров спорта России и четырёх мастеров спорта России по рукопашному бою.
Наиболее известные ученики: Игорь Пеплов, Сергей Осипов, Тимофей Цыганов, Дмитрий Майдан, Максим Бакушин, Мария Лепина, Алексей Межевцов, Михалин Сергей, Якунин Сергей.

## Интересные факты
- Дмитрий Котвицкий выжил после прыжка с высоты 5200 метров при неполном раскрытии парашюта (см. ).
- На Летней Школе ФКР 2018 Дмитрию Юрьевичу Котвицкому вручили сертификат, чёрный пояс 5 Дан и почетное звание Шихан[4].
- Дмитрий Юрьевич Котвицкий ведёт прямую линию где ему можно задать вопрос[5].

## Награды
- Благодарность Президента Российской Федерации (4 января 2024 года) — за залуги в области физической культуры и спорта, многолетнюю добросовестную работу[6]